# Священная книга оборотня
«Свяще́нная кни́га о́боротня» — шестой роман Виктора Пелевина.

## Сюжет
«Священная книга оборотня» — история любви древней лисы-оборотня по имени А Хули и молодого волка-оборотня, генерал-лейтенанта ФСБ, об их непростых взаимоотношениях, о поиске жизненного пути всех живых существ, о роли любви в стремлении достижения высшей точки духовности.

## Этимология имени героини
Текстам Пелевина присуща омофония, различные игры слов и понятий, двусмысленность и своеобразное «обеление» мата. Так героиня носит имя А Хули, что в русском является бранным выражением, популярным с 1970-х годов, со смыслом «а что…», «ну и что…», но по-китайски оно означает «лиса А» (кит. 狐狸, скорее 阿狐狸 «лисичка-сестричка», 阿 — префикс имён существительных, обозначающих различные категории родственных отношений: придаёт этим существительным ласкательную форму; например, классический рассказ Лу Синя «Подлинная история А-Кью» — А Q Чжэнчжуань, кит. 阿Q正傳; префикс очень широко употребляется в южных диалектах, на севере он мало употребителен).

## Основные персонажи
- А Хули — лиса-оборотень
- Александр Серый — волк-оборотень, генерал-лейтенант ФСБ
- Михалыч —  полковник ФСБ, зам. Серого
- Павел Иванович — консультант ФСБ.

## Пелевинский метамир
- В последней трети романа с Александром происходит трансформация, из-за которой его звериный облик меняется. Позже он осознаёт, что стал мифическим псом, упомянутым в «Generation „П“».
- Уже после превращения в пса Александр признаётся, что посещал Вавилена Татарского — героя «Generation „П“» — и существенно расстроил его карьеру (сделал так, что его никуда не будут приглашать). При этом Татарский упоминается как политтехнолог, а не глава ордена халдеев, кем он стал в конце своей истории.
- История Александра описана в рассказе Пелевина «Проблема верволка в средней полосе», в тексте романа есть упоминание о полковнике Лебеденко, чья история описана в рассказе. Полковник Лебеденко (Лебёдкин) также действует в романе «Числа». В нем же появляется и рекламщик Малюта из «Generation „П“».
- История Александра также описана в рассказе Пелевина «Принц Госплана». Саша Лапин работает в ГОССНАБе, также играя в игру «Принц Персии». Отсылка к «Проблеме верволка в средней полосе» есть в главе «Autoexec.bat — level 4»: «И ведь самое интересное: с одной стороны, жить всё бессмысленней и хуже, а с другой — абсолютно ничего в жизни не меняется. На что же я надеюсь? И почему каждое утро встаю и куда-то иду? Ведь я плохой инженер, очень плохой. Мне всё это попросту неинтересно. И оборотень я плохой, и скоро меня возьмут и выпрут, и будут совершенно правы…»
- История халдеев, медиамагнатов и Иштар из «Generation „П“» развивается далее в романе «Empire V» и его прямом продолжении «Бэтман Аполло», а они через образ вампира Рамы оказываются связаны с одним из поздних романов Пелевина «Transhumanism Inc.», в котором также упоминаются технологии будущего из романа «iPhuck 10». На следующий год у «Transhumanism Inc.» вышло прямое продолжение «KGBT+». Также «Generation „П“» связан с рассказом «Операция Burning Bush» через сцену с огурцом (Семён Левитан, человек из спецслужб, исполнявший роль бога, услышал странную молитву Татарского и послал ему огурец), через образ Левитана эти произведения также связаны с романом «S.N.U.F.F.», а в нем в свою очередь упоминается поклонение гигантской летучей мыши (Иштар). Таким образом, большинство произведений писателя развивается в общей вселенной.

## Саундтрек

Тыльная сторона обложки книги

Вместе с книгой был выпущен музыкальный компакт-диск. Авторство музыкальных композиций указано не было.
Оригинальный трек-лист:
1. А Хули ива над ночной рекой… Сегодня возле «Националя» — музыка из чёрной машины с дипномерами. Шофёр-китаец улыбнулся, выщелкнул из магнитофона старую кассету. Жёлтая гора. И ещё моя могилка у города Лояна. Как необозримо широк путь небесной истины!
2. «Filosofia». Слова, как спинтрии, могут соединяться друг с другом по трое и даже четверо множеством французских способов. И каждый раз к ним будет прилипать подобие смысла — на чём строится весь амфитеатральный дискурс. Хорошо, что это понимают даже на острове Зелёного Мыса.
3. Куриная охота. Перечитать Бунина.
4. Александр. Догонит и сожрёт, как пить дать.
5. Другая любимая песня Александра. Только Володя, про которого тут поют, — это совсем не тот Володя, про которого он думает. (На самом деле речь идет об ангольской песне Volodia Tombou (Володя погиб). Володя — партизанская кличка одного из участников антиколониального движения в Анголе, члена МПЛА, погибшего в борьбе за независимость от португальцев. Эту песню очень любили советские военные советники, специалисты и переводчики, служившие в Анголе. С ней связано немало забавных историй.
6. Из фильма по Пу Сунлину. Прямо про меня.
7. Опять Пу Сунлин. Как много зла я принесла людям.
8. Песенка портфельных инвесторов.
9. Бесконечная красота зеркала. Что может сравниться с ней, кроме другого зеркала? Так они и глядят друг в друга с самого начала времён.
10. Во что превратилась религия Адонаи на островах Меланезии… А Саша спрашивает — «веришь ли ты в Бога?». Как объяснить ему, что уже много столетий у меня нет на голове этого чёрного пыльного мешка, внутри которого можно верить или нет. Впрочем, объяснить-то я могу. Но ведь тогда он поймёт, сколько мне лет.
11. Пацан Лос Диас. Y yo desesperando.

Позднее эти песни были опознаны:
1. 梦驼铃 meng tuo ling — китайская песня «Мэнтолин» (буквально — Услышанные во сне верблюжьи бубенчики).
2. Herminia — Filosofia.
3. Aрхидиакон Роман (Тамберг) и иерей Алексей Грачёв — Добрая ночь (альбом «Житейское море» (2002)).
4. Shocking Blue — I’ll Follow the Sun.
5. Santocas — Valodia.
6. Sally Yeh — Lai Ming Bat Yiu Loi (песня из фильма «Китайская история о призраках» / Chinese Ghost Story 1).
7. Leslie Cheung — ? (песня из фильма «Китайская история о призраках 2» / Chinese Ghost Story 2).
8. Carlos Puebla — Un nombre.
9. «Rừng xưa đã khép» — песня вьетнамского композитора Чинь Конг Шона[вьет.] из фильма «Вертикальный луч солнца» в исполнении Ву Тхань Суан (вьет. Vũ Thanh Xuân).
10. Choir of All Saints, Honiara — Jisas Yu Holem Blong Mi.
11. Nat King Cole — Quizas, Quizas, Quizas.

## Издания
- 2004 — Виктор Пелевин. Священная книга оборотня. — М.: Эксмо, 2004. — 384 с. — 150 100 экз. — ISBN 5-699-08445-2.
- 2004 — Виктор Пелевин. Священная книга оборотня (+ CD). — Эксмо, 2004. — 384 с. — 10 100 экз. — ISBN 5-699-12256-7.
- 2006 — Виктор Пелевин. Священная книга оборотня (аудиокнига MP3). — Аудиокнига, 2006. — (Современная проза).
- 2007 — Виктор Пелевин. Священная книга оборотня. — Эксмо, 2007. — 384 с. — 10 100 экз. — ISBN 978-5-699-16962-7, 5-699-16962-8.
- 2007 — Виктор Пелевин. Священная книга оборотня. — Эксмо, 2007. — 384 с. — 7100 экз. — ISBN 978-5-699-22691-7.
- 2009 — Виктор Пелевин. Священная книга оборотня. — Эксмо, 2009. — 416 с. — 10 100 экз. — ISBN 978-5-699-32563-4.